# Austin-Healey 100
O  Austin-Healey 100 é um modelo esportivo compacto produzido pela British Motor Corporation.